# Beth Phoenix
Elizabeth Carolan Kocanski (nascida em 24 de novembro de 1980), mais conhecida como Beth Phoenix, é uma lutadora de wrestling profissional estadunidense. Atualmente, está na WWE no programa WWE NXT como comentarista. Como lutadora, ganhou o WWE Women's Championship em três oportunidades e o WWE Divas Championship. Foi introduzida no WWE Hall of Fame em 2017.

## Carreira no wrestling amador
Carolan começou a lutar wrestling na equipe escolar na Notre Dame High School em Elmira, Nova Iorque. Ela foi a primeira wrestler feminina na história do colégio. Ela tornou-se campeã feminina freestyle do Nordeste (72 kg), em 1999. Ela também se tornou campeã feminina (72 kg) no Torneio New York State Fair, em 1999. Na época, ela era também membro do EUA Wrestling, uma associação de wrestling freestyle. Seu objetivo de vida era, segundo ela, tornar-se uma lutadora profissional, e ela acreditava que ter uma base do wrestling amador iria ajudá-la.

## Carreira no wrestling profissional

### Treinamento e início de carreira (2001 – 2005)
Depois de terminar o colegial em 1998, ela se matriculou na escola de wrestling profissional e no Canisius College em Buffalo, Nova Iorque. Sua primeira opção se matricular na escola de wrestling profissional Stu Hart's Dungeon, mas por causa da localização, ela decidiu, por uma escola local. Na escola, ela foi treinada pelos All Knighters (Joey Knight e Robin Knightwing), eles mesmos tinham treinado na Stu Hart's Dungeon. Mais tarde, ela afirmou que Nora Greenwald havia pago pelo seu treinamento, depois que Carolan lhe dera uma fita demo de seu trabalho. Sua estréia no wrestling profissional foi contra Alexis Laree. Em seguida, ela competiu em várias promoções independentes, incluindo Cleveland All Pro Wrestling e Apocalypse Wrestling, contra lutadores de ambos os sexos, utilizando o ring name "Phoenix". Em 2002, ela foi uma das primeiras lutadoras da GLORY, uma organização independente para as mulheres, e foi a campeã inaugural. Ela foi para a Far North Wrestling (FNW), onde era a única mulher. Ela derrotou Joey Knight e Kevin Grace em 2003, para ganhar o FNW Cruiserweight Championship. Mais tarde, em 2003, ela participou na World Xtreme Wrestling do torneio Women's Elite 8, onde chegou a final, mas foi derrotada por April Hunter. Ela retornou dois anos depois, e derrotou Nikki Roxx na primeira rodada, mas foi superada na segunda rodada por Alicia. No mês seguinte, Phoenix apareceu na gravação inaugural da Promoção irmã da Ring of Honor, a Shimmer Women Athletes, durante Volume 1 ela foi derrotada por Allison Danger, mas venceu uma luta não válida pelo título NWA Midwest Women's Champion, contra MsChif.

### World Wrestling Entertainment (2004 - 2012)

#### Ohio Valley Wrestling (2004–2007)

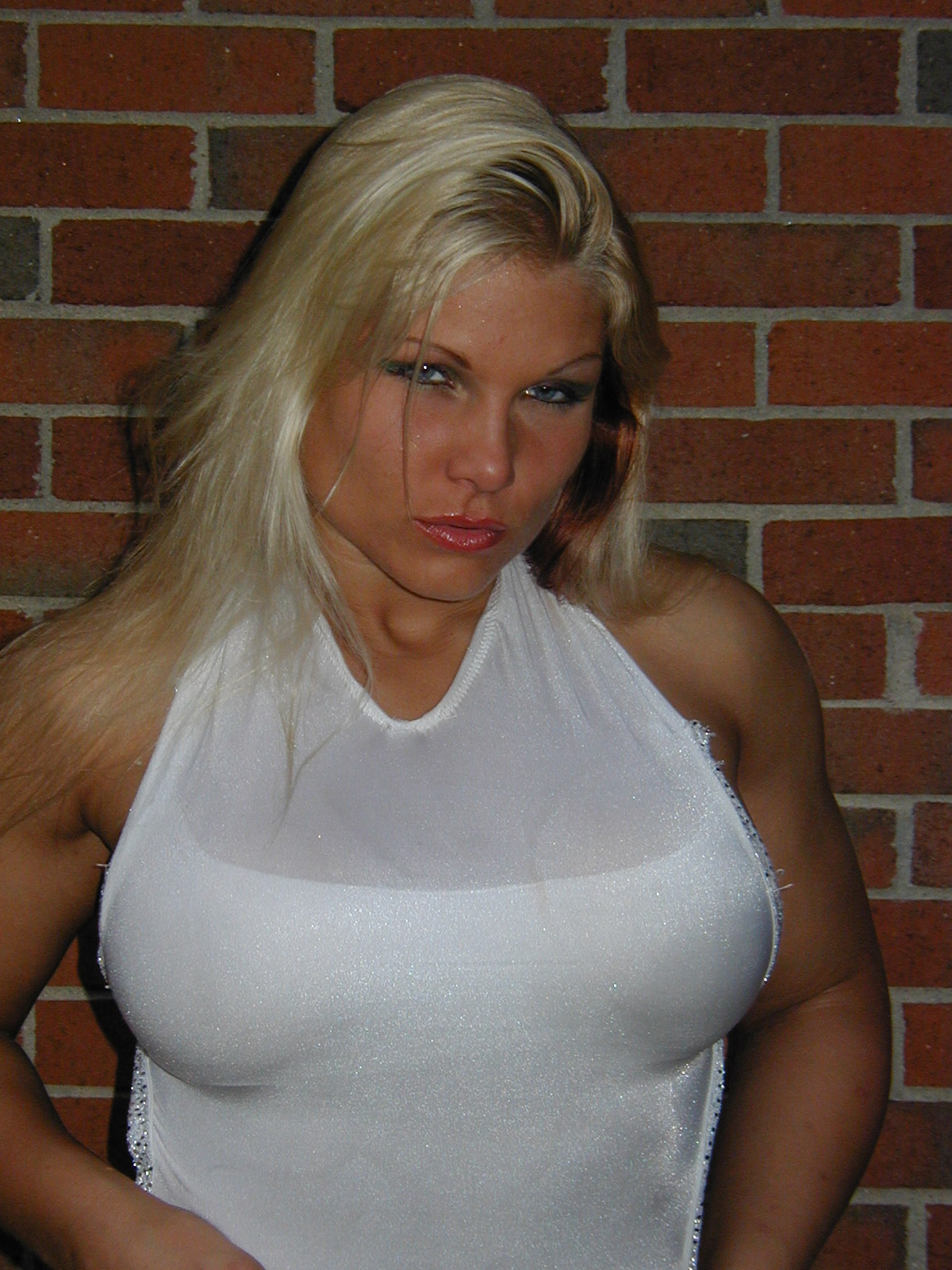
Phoenix em 2005, durante seu tempo na OVW

Ela foi convidada para uma tryout na World Wrestling Entertainment (WWE), em maio de 2004, e depois mudou-se para Louisville, Kentucky para trabalhar para no território de desenvolvimento, a Ohio Valley Wrestling (OVW). Ela estreou na OVW TV em julho de 2004, mudando seu ring name para "Beth Phoenix", e se tornou a namorada (Kayfabe) e valet de Chris Masters. A storyline durou pouco tempo, e no mês seguinte Phoenix foi manager de Aaron "The Idol" Stevens. Ela assinou um contrato de desenvolvimento com a WWE em 20 de outubro de 2005, no mesmo mês em que ela quebrou a mão. Phoenix rivalizou com Shelly Martinez, no início de 2006. Phoenix, em seguida, parou de aparecer regularmente na OVW, pouco tempo depois estreou no Raw.
Em 16 de agosto de 2006, Phoenix voltou à ação na OVW, derrotando Serena. Phoenix começou a competir regularmente pelo OVW Women's Championship, sem sucesso desafiando a campeã ODB em uma battle royal e uma luta four-way, que foi vencida por Serena. Em 4 de Outubro de 2006 nas gravações da OVW TV, Phoenix derrotou Serena para ganhar o cinturão. Ela perdeu o cinturão para Victoria Crawford em 20 de outubro, e ganhou de volta no dia seguinte, no entanto, o reinado de Crawford do título não é reconhecido oficialmente, e como resultado, não é segundo reinado de Phoenix. Phoenix oficialmente perdeu o cinturão uma luta gauntlet nas gravações da OVW TV em 01 de novembro, depois que ela foi eliminada por Katie Lea, que acabou ganhando a luta.
No episódio da OVW TV de 06 de novembro, Phoenix saiu com seu próprio cinturão, e afirmou ainda ser a campeã. Como resultado, foi feita uma ladder match, onde a vencedora a campeã incontestável. Lea venceu a luta e foi presenteada com o primeiro cinturão do show de 2007. Ao longo de 2007, Phoenix continuou a lutar inúmeras vezes na OVW. Phoenix fez sua última aparição na OVW nas gravações da OVW TV em 15 de agosto de 2007, onde ela perdeu para Lea em uma luta que definiu a #1 Contender pelo OVW Women's Championship.

#### Aliança com Trish Stratus (2006)

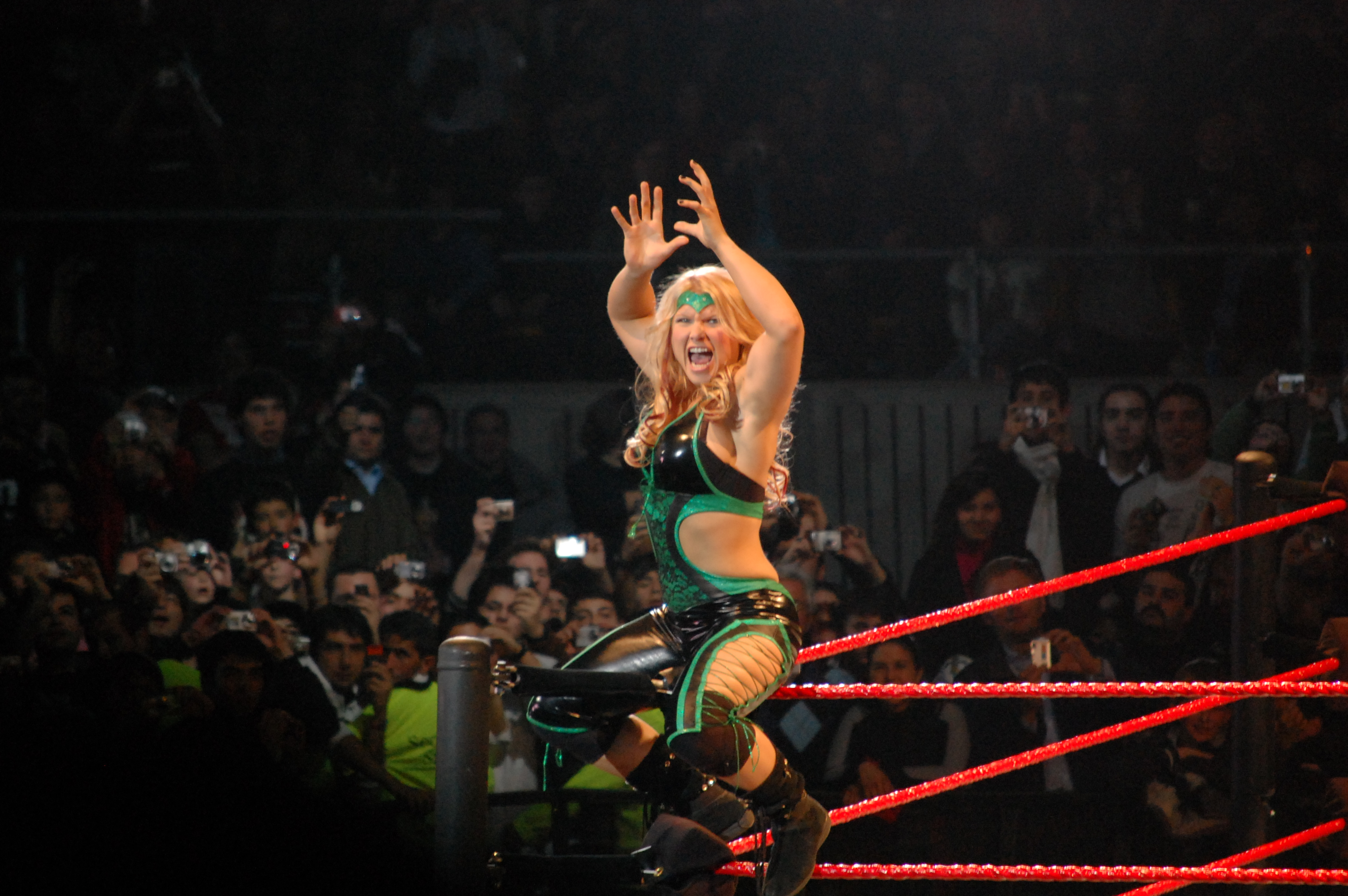
Phoenix durante sua entrada no ringue

Phoenix estreou no plantel principal da WWE em 08 de maio de 2006 durante um episódio do Raw, ajudando Trish Stratus a atacar Mickie James. Após este incidente, James repreendeu Phoenix por "estragar tudo" e questionou por que ela ajudou Trish Stratus. Uma semana depois, Phoenix foi oficialmente introduzida por Stratus e depois atacou James, que estava distraída. Quando James finalmente escapou, Phoenix afirmou que James havia arruinado sua vida e não iria deixá-la fugir, antes de chamá-la de "psicopata". No episódio seguinte do Raw, Phoenix atacou James depois de sua luta com Torrie Wilson. Na semana seguinte, em 29 de maio de 2006 em um episódio do Raw, Phoenix e Wilson (com Stratus como manager) derrotaram Candice Michelle e Victoria, que tinha James como manager. No episódio do Raw de 05 de junho de 2006, Phoenix sofreu uma fratura na mandibula durante uma luta com Victoria, mas foi capaz de continuar a luta, e acabou vitoriosa apesar da lesão. Passou um ano fazendo cirurgias e se recuperando, inclusive colocando uma placa de titânio e nove parafusos colocados em sua mandíbula, mas ela ficou sem lutar apenas dois meses, e voltou à ação na OVW em vez de no plantel principal.

#### Glamazon e Women's Champion (2007 - 2008)

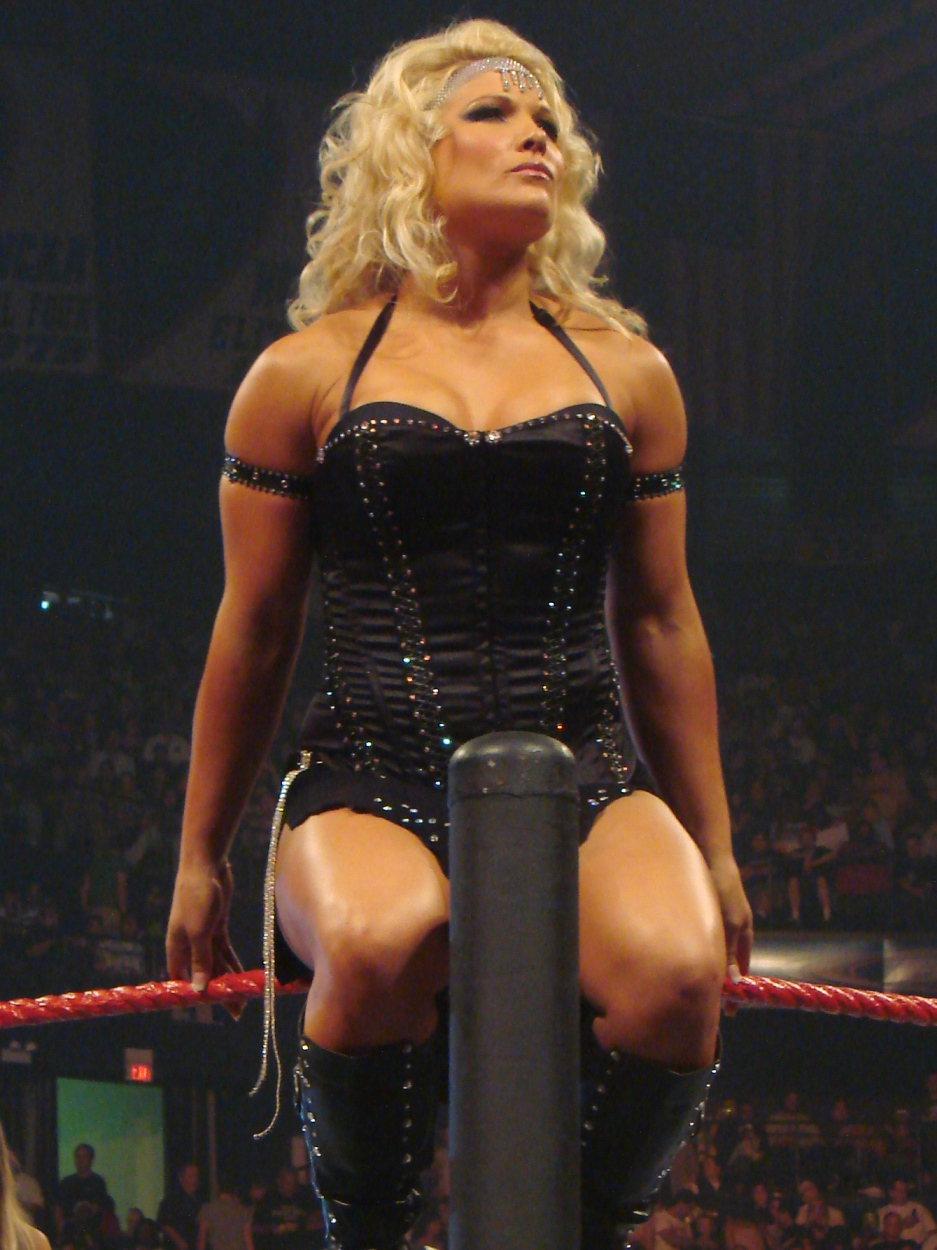
Beth Phoenix entrando no ringue, durante o No Mercy

No dia 9 de julho de 2007 durante um episódio do Raw, Phoenix voltou como uma heel, quando Melina alegou estar lesionada. Phoenix substituiu Melina em uma luta tag team com Jillian Hall como parceira, e as duas foram derrotadas por Candice Michelle e Mickie James. No pay-per-view SummerSlam, Phoenix venceu uma battle royal para se tornar a #1 Contender pelo WWE Women's Championship. Phoenix recebeu um push se tornando a principal Diva da WWE, chamando a si mesma de "Glamazon" e atacou Mickie James, Jillian Hall e Michelle em um episódio do Raw em 10 de setembro. No Unforgiven, no entanto, ela não conseguiu vencer Candice Michelle, e consequentemente o Women's Championship. A rivalidade continuou quando, Phoenix derrotou Michelle durante uma luta mixed tag team no Raw em 24 de setembro. No pay-per-view No Mercy em outubro, Phoenix venceu Michelle para ganhar pela primeira vez o WWE Women's Championship. Ela manteve seu cinturão no episódio do Raw de 22 de outubro em uma luta two out of three falls, em que Candice Michelle caiu da última corda quando Phoenix a balançou, quando chegou ao chão quebrou a clavícula.
Durante uma luta 10-Diva Tag no Survivor Series, a equipe de Phoenix perdeu após Melina sofrer o pin de Mickie James. No episódio do Raw em 26 de novembro, James derrotou Melina em uma luta que definiu a #1 Contender pelo título de Phoenix, a luta pelo título aconteceu no Armageddon, onde Phoenix defendeu com sucesso seu título. Na véspera do ano novo de 2007, Phoenix defendeu com sucesso seu título em uma luta triple threat contra Melina e James, depois de fazer o pin em Melina.
Phoenix, juntamente com Melina participou da luta Playboy BunnyMania Lumberjack na WrestleMania XXIV, onde elas derrotaram Maria e Ashley por pinfall. Em 14 de abril, Phoenix enfrentou Mickie James em uma luta valendo o Women's Championship, foi derrotada e terminou o seu reinado como campeã. Phoenix teve uma revanche no Raw de 05 de maio, mas perdeu após Melina acidentalmente atingir seu rosto com sua bota. No episódio do Raw de 11 de maio, Phoenix e Melina enfrentaram James e Maria. Durante a luta, Melina acidentalmente jogou Phoenix para fora do ringue, resultando em Phoenix abandonar Melina que permitiu que James e Maria vencessem. Mais tarde naquela noite, em um segmento de backstage, Melina e Phoenix lutaram entre si, terminando a aliança. No Judgment Day, Phoenix não conseguiu recuperar o cinturão em uma luta triple threat, após James fazer o pin em Melina para reter o título. No One Night Stand Phoenix derrotou Melina na primeira luta "I Quit" entre divas. Na noite seguinte, no Raw, Phoenix se uniu com Katie Lea Burchill para derrotar Melina e James em um combate de tag team. Ela, no entanto, foi derrotado por James, uma semana depois em uma luta que não valia o título e foi mais uma vez atacado por Melina após a luta.

#### Glamarella (2008 - 2009)

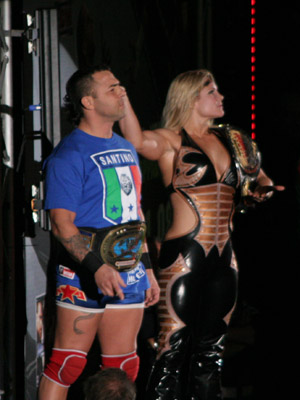
Glamarella como campeões

Depois de pouco mais de um mês fora da televisão, Phoenix retornou em 14 de julho durante um episódio do Raw, onde ela derrotou Santino Marella, depois que ele emitiu um desafio aberto a qualquer Superstar da WWE nos bastidores, vencendo após fazer um roll-up. A rivalidade continuou na semana seguinte, após Marella ser derrotado por D-Lo Brown. Phoenix confrontou Marella após a luta, e eles inesperadamente se beijaram, à qual ambos se expressaram confusos.
Os dois então se tornaram um casal, e Glamazon e Marella mais tarde, se tornaram conhecidos como Glamarella. Dentro da equipe,repreendendo Marella pelas sua atitudes embaraçosas. No SummerSlam, derrotaram Kofi Kingston e Mickie James em uma luta tag team. Phoenix derrotou James, ganhando o Women's Championship, enquanto Marella venceu Kingston e ganhou o Intercontinental Championship. No episódio do Raw em 1 de setembro, Candice Michelle venceu Phoenix em uma luta tag team continuando a sua rivalidade. Ela defendeu com sucesso o seu título  contra Candice Michelle no No Mercy.
Em 8 de dezembro de 2008, ela recebeu o "Slammy Award" de Diva do Ano. Phoenix começou a rivalizar com Melina, que voltou de lesão em novembro de 2008. Esta rivalidade incluiu a estreia de Rosa Mendes, que foi apresentada como super fã de Phoenix. No Royal Rumble em janeiro de 2009, Phoenix perdeu o Women's Championship para Melina. Na WrestleMania XXV, Phoenix competiu em uma Battle Royal de 25 Divas para coroar a "Miss WrestleMania", mas foi eliminada por Marella, que competiu como uma drag, e se dizia ser a irmã de Santino, "Santina". Após WrestleMania, Glamarella se dissolvel, Phoenix estava descontente com Santino por ter fingindo ser sua irmã gêmea "Santina". Phoenix teve uma breve rivalidade com "Santina" Marella, e desafiou "Santina" pelo título "Miss WrestleMania", mas não obteve sucesso.
Depois de um breve hiato, Phoenix retornou no episódio do Raw em 27 de julho, em parceria com Alicia Fox e Rosa Mendes foram derrotadas por Mickie James, Gail Kim e Kelly Kelly. Phoenix teve sua primeira oportunidade de disputar o WWE Divas Championship, sendo derrotada pela atual campeã, Mickie James, em 31 de agosto durante um episódio do Raw, depois de ganhar uma battle royal  que definiu a #1 Contender mais cedo naquela noite.

#### SmackDown e feud com LayCool (2009 – 2011)

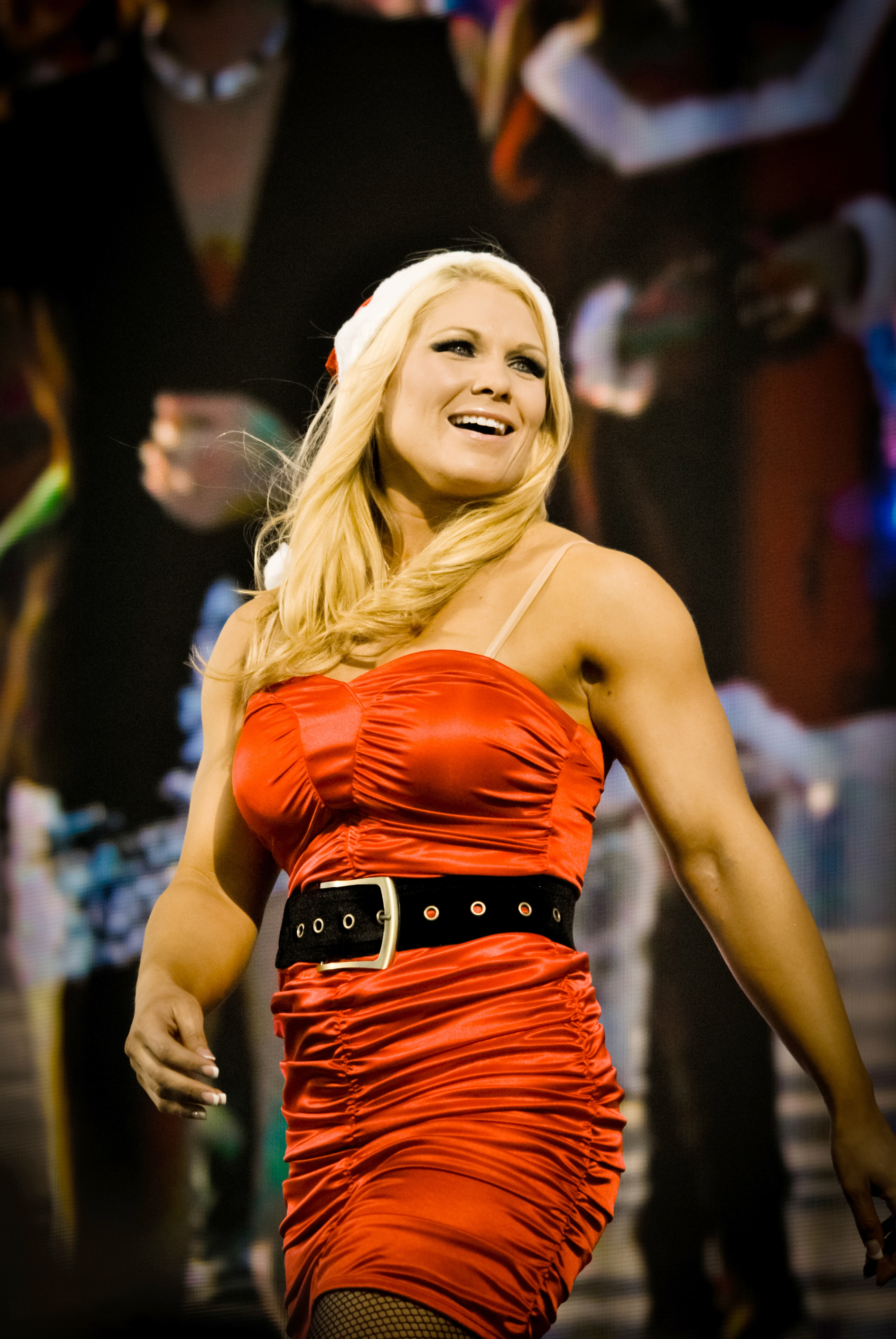
Phoenix no Tribute to the Troops em dezembro de 2010.

No episódio do Raw em 12 de outubro, foi anunciado que Phoenix seria parte do roster do SmackDown pela primeira vez em sua carreira. Phoenix fez sua estréia no ringue durante o episódio do SmackDown em 30 de outubro, derrotando Jenny Brooks. Em janeiro de 2010, no Royal Rumble, participou da luta Royal Rumble, eliminando The Great Khali, antes de ser eliminada por CM Punk. Com sua participação, ela se tornou a segunda mulher na história a entrar na luta Royal Rumble, com a primeira sendo Chyna.
Após ser informada por Vickie Guerrero, a Gerente Geral do SmackDown, que ela não iria receber uma oportunidade pelo Women's Championship depois de salvar Tiffany de um ataque de Guerrero, tornando-se face. Ela, então, derrotou Michelle McCool e Layla em uma luta tag team envolvendo também Tiffany. A rivalidade com McCool continuou na WrestleMania XXVI, onde estavam em times opostos em uma luta 10-diva tag, na qual equipe Phoenix perdeu, embora elas ganharam uma revanche na noite seguinte no Raw. Phoenix recebeu uma chance de disputar o Women's Championship de McCool no pay-per-view Extreme Rules em abril, e derrotou McCool em uma luta "Extreme Makeover" para ganhar pela terceira vez o Women's Championship. No episódio de 06 de maio do Superstars, Phoenix rasgou seu ACL em uma luta contra Rosa Mendes, e, como resultado, uma semana depois no SmackDown, McCool apresentou sua cláusula de revanche para enfrentar Phoenix em uma luta two-on-one handicap com Layla. Layla fez o pin em Phoenix para ganhar pela primeira vez o Women's Championship.
Ela voltou de sua lesão durante a realização do pay-per-view Survivor Series em novembro, e atacou as Co-Campeãs Michelle McCool e Layla, depois de terem perdido o Divas Championship para Natalya. Phoenix e Natalya então formaram uma aliança e no pay-per-view TLC: Tables, Ladders & Chairs em dezembro, Phoenix e Natalya derrotaram Lay-Cool na primeira luta Divas Tag-team Tables na história da WWE.

#### Retorno ao Raw e Divas Champion (2011 – 2012)
Como parte do Draft Suplementar em 26 de abril de 2011, Phoenix voltou para o Raw. Em 01 de agosto durante um episódio do Raw, Phoenix venceu uma battle royal para se tornar a #1 Contender pelo Divas Championship, e depois atacou a campeã Kelly Kelly para provocar uma briga, para mais uma vez se tornar uma heel. Phoenix declarou mais tarde que ela estava cansada das "bobas alegres" que compunham o resto da divisão de divas, fez uma paródia das outras divas, e acompanhada por Natalya formou The Divas of Doom. Phoenix sem sucesso, desafiou Kelly Kelly pelo cinturão no SummerSlam. Ao longo de setembro, Divas of Doom rivalizou com Kelly e Eve Torres no Raw e The Chickbusters (AJ e Kaitlyn) no SmackDown. Phoenix desafiou Kelly pelo cinturão no pay-per-view Night of Champions, mas não obteve sucesso novamente.

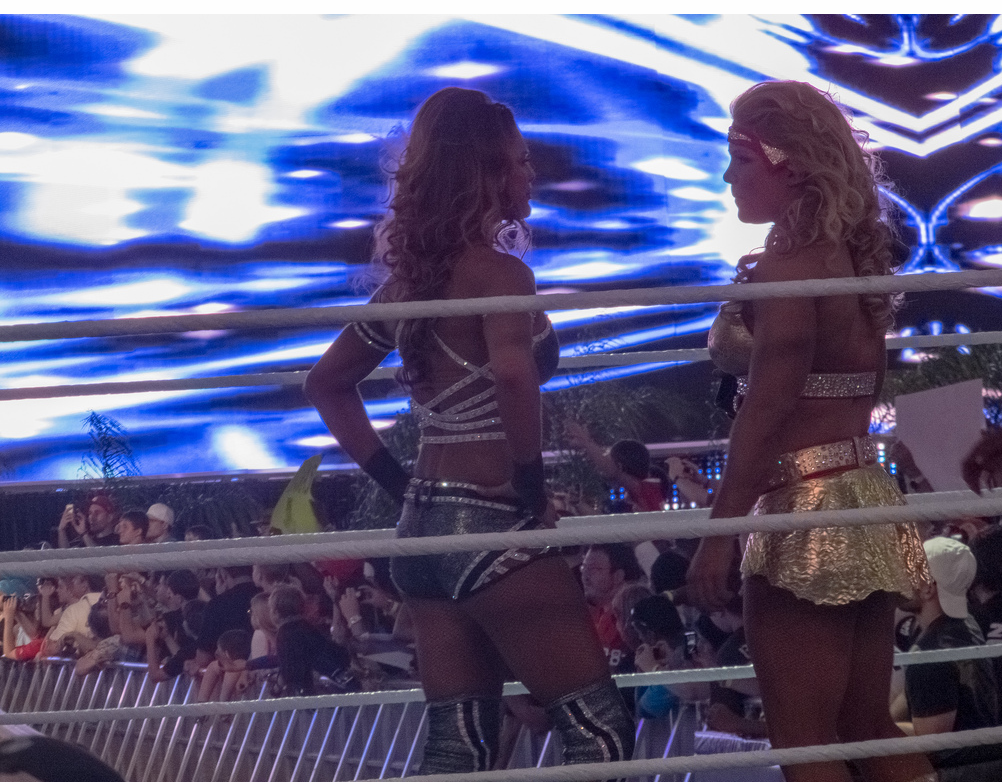
Phoenix com Eve Torres na Wrestlemania 28

Na edição do Raw em 26 de setembro, Beth derrotou Kelly Kelly em uma luta tag team, para ganhar o direito de disputar o Divas Championship no Hell in a Cell. No Hell in a Cell em outubro, Phoenix venceu Kelly para ganhar o Divas Championship pela primeira vez, com a ajuda de Natalya. Em uma revanche no episódio do SmackDown em 14 de outubro, Phoenix manteve com sucesso o cinturão contra o Kelly, terminando a rivalidade entre elas. No pay-per-view Vengeance em outubro, Phoenix defendeu com sucesso o título contra Eve. Phoenix obteve sucesso e manteve seu título contra Torres novamente no pay-per-view Survivor Series em 20 de novembro em uma luta lumberjill, e contra Kelly no Tables, Ladders & Chairs em 18 de dezembro. Em 19 de dezembro durante uma edição do Raw, depois de ser derrotada por Alicia Fox, Phoenix sofreu uma pequena lesão. Phoenix voltou à acção em uma episódio do Superstars em 26 de janeiro de 2012, derrotando Brie Bella. No Royal Rumble, Phoenix se juntou com Natalya e The Bella Twins para derrotar Kelly Kelly, Eve, Alicia Fox e Tamina em uma luta de quartetos. Em 30 de faneiro durante um episódio do Raw, Beth Phoenix defendeu com sucesso seu cinturão contra Eve. Ela então, começou a reclamar que não tinha concorrência e que ela seria campeã para sempre. No Elimination Chamber, Phoenix manteve seu título com sucesso contra Tamina Snuka, onde receberam vários elogios da crítica, chegando a serem nomeadas a melhor divas match do ano. Depois, Beth foi raramente vista na televisão, competindo esporadicamente no Superstars, derrotando várias divas como Kelly Kelly e Alicia Fox. Na WrestleMania XXVIII, Beth e Eve foram derrotadas por Kelly Kelly e Maria Menounos em uma luta tag team.
Na edição do SmackDown em 06 de abril, Nikki Bella venceu Beth Phoenix, em uma luta que não valia o título com a interferência de Kelly Kelly, ganhando assim uma oportunidade pelo título. Em 23 de abril durante um episódio do Raw, Phoenix perdeu seu Divas Championship para Nikki Bella em uma luta lumberjill, depois de sofrer uma lesão no tornozelo (kayfabe), terminando assim o seu reinado que durou 204 dias. No Extreme Rules, Phoenix estava escalado para enfrentar Nikki em uma revanche pelo Divas Championship, no entanto, ela não foi clinicamente liberada para competir e foi substituída por Layla que acabou conquistando o título. No episódio do Raw em 14 de Maio, Beth entrou em uma rivalidade com Layla, após Phoenix continuar a atacar Alicia Fox após a sua partida, mas foi parada por Layla. Phoenix fez duas tentativas frustradas de recuperar o Divas Championship de Layla, a primeira no Over the Limit e a segunda no No Way Out, em junho. Em 25 de junho durante episódio do Raw, Phoenix competiu na battle royal "Diva's Summertime Beach Bikini" eliminando Tamina Snuka e Natalya, antes de ser eliminada por Layla. No dia 29 de Outubro de 2012 durante um episódio de Monday Night Raw, Phoenix perdeu uma luta contra AJ Lee, Vickie Guerrero reiniciou a luta na qual Phoenix acabou ganhando de AJ Lee usando o seu movimento de finalização "Glam Slam". Momentos depois, Beth Phoenix foi demitida por Vickie Guerrero.

## Outras midias
Phoenix, juntamente com Candice Michelle e Layla El, apareceu na edição de fevereiro de 2009 da FLEX Magazine.

## Vida pessoal
Carolan foi criada em Elmira, Nova Iorque. Seus pais são poloneses e ela afirmou que ela era o único membro de sua família que nasceu nos Estados Unidos. Quando ela tinha 11 anos de idade, ela ganhou um concurso de colorir e como prêmio ela recebeu ingressos para uma assistir a World Wrestling Federation. Carolan credita isso como quando ela se apaixonou pelo wrestling profissional. Ela cita Owen Hart e Ted DiBiase como seus lutadores favoritos. Carolan estudou na Woodrow Wilson High School, onde ela jogou tênis e praticou atletismo. Ela foi eleita a rainha do baile em seu último ano. Carolan é graduada na Canisius College com um grau de bacharel em justiça criminal e relações públicas. Enquanto lutava na OVW, Carolan também trabalhou como garçonete em um restaurante local. Atualmente ela namora com o WWE Superstar Edge.

## No wrestling

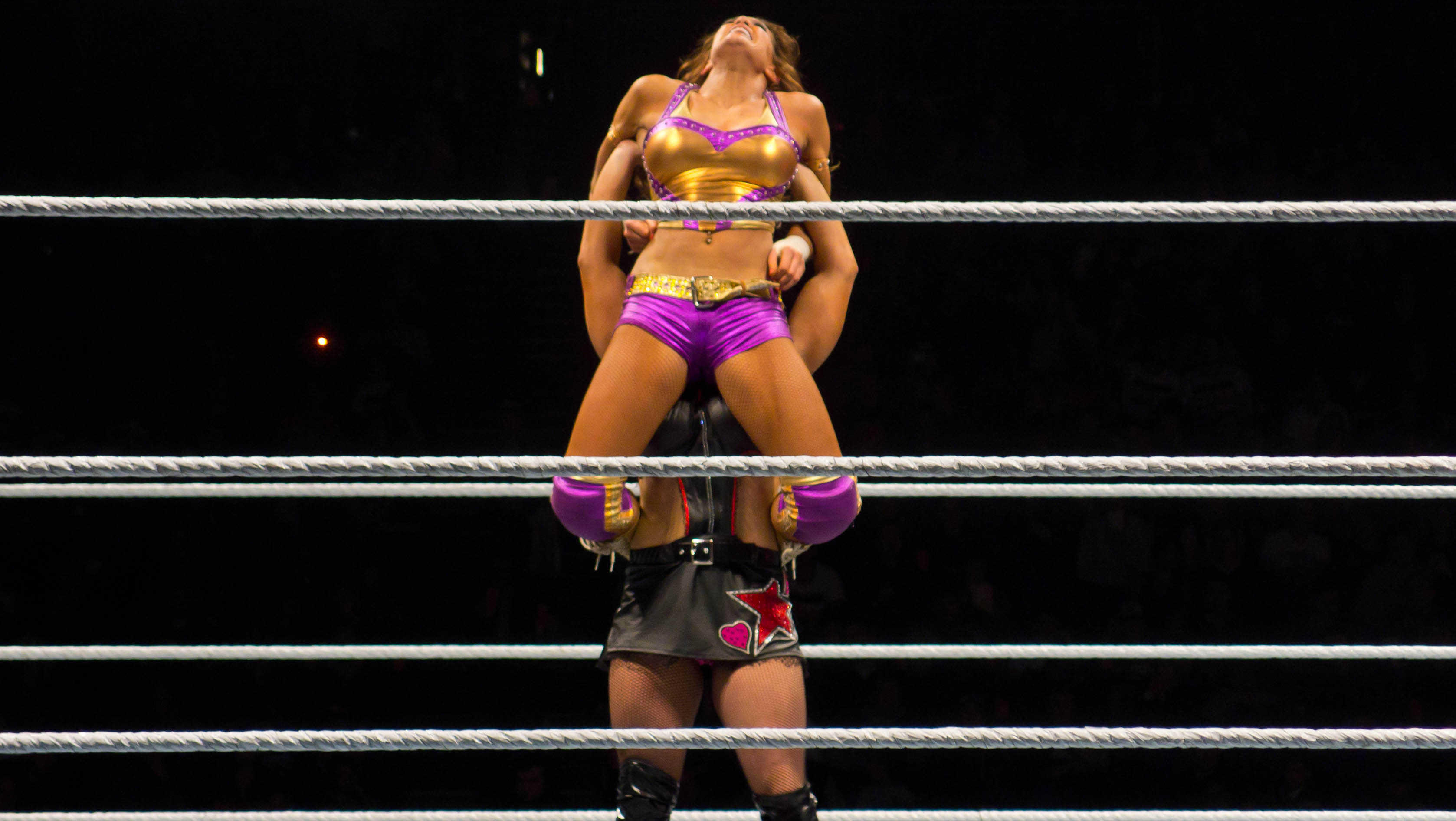
Phoenix realizando o "Glam Slam" em Eve Torres, em novembro de 2011.

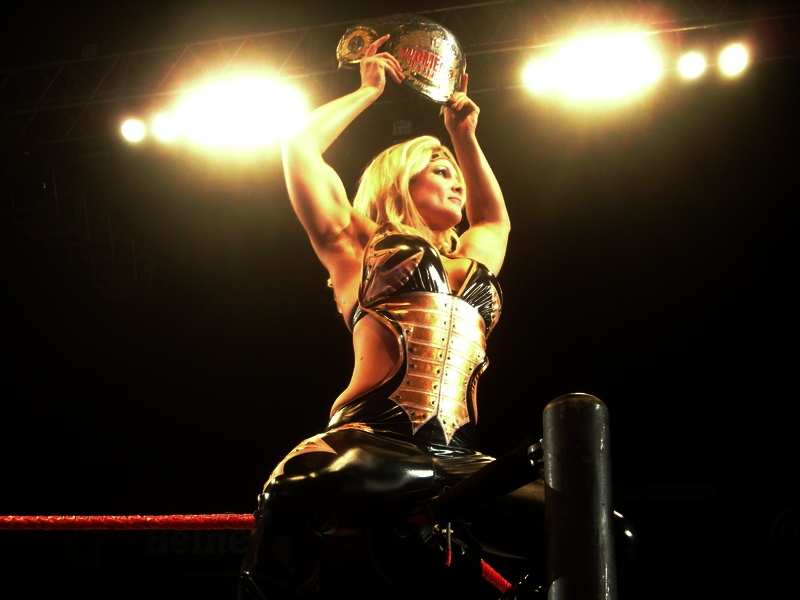
Phoenix como WWE Women's Champion.

- Movimentos de finalização
  - Beth Valley Driver[99]
  - Chokebomb[3] — OVW
  - Delayed cradle suplex[3][4] — 2007 – 2008
  - Down in Flames (Michinoku driver II)[3] — 2006
  - Glam Slam[100] (Elevated double chickenwing wheelbarrow facebuster, às vezes da corda superior)[101][102] — 2008 – 2012
- Movimentos secundários
  - Backbreaker[103]
  - Cloverleaf[3][10]
  - Military press transição em qualquer slam ou drop[3][10]
  - Seated double chickenwing[104][105]
  - Slingshot suplex[3]
  - Superplex[106]
- Com Natalya
  - Pin-Up-Strong[107] (Modified inverted surfboard num double wrist lock)[108]
  - Double delayed vertical suplex[109]
  - Double wheelbarrow drop[101][102]
  - Double Russian legsweep[110]
- Lutadores de quem foi manager
  - Aaron "The Idol" Stevens[8]
  - Brent Albright[8]
  - Chris Masters[1]
  - Santino Marella[111]
  - Natalya[112]
  - Eve Torres[113]
- Alcunhas
  - "The Fabulous Firebird"[114]
  - "The Glamazon"[2]
  - "The Total Package of Women's Wrestling"[10]
  - "The Über Diva"[1]
- Temas de entrada
  - "Glamazon" por Jim Johnston (2007 – Presente)[115]

## Títulos e prêmios

### Wrestling Amador
- North-East Wrestling
  - Women's Champion (72 kg) (1999)[1]
- New York State Fair
  - Women's Champion (72 kg) (1999)[1]

### Wrestling Profissional
- Far North Wrestling

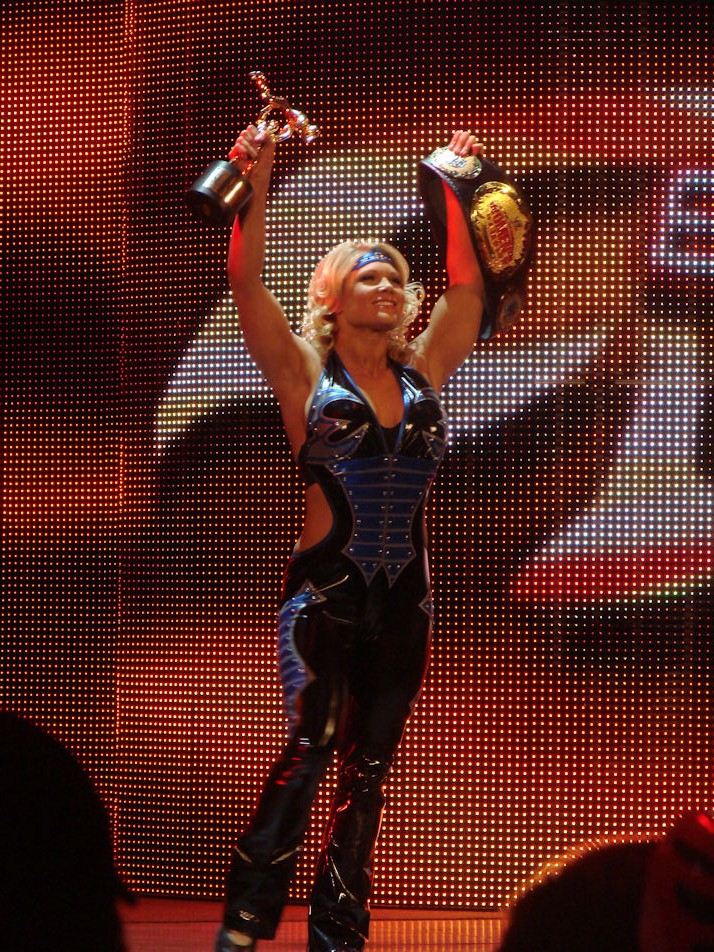
Phoenix como WWE Women's Champion e com seu Slammy Award.

  - FNW Cruiserweight Championship (1 vez)[3][1]
- GLORY Wrestling
  - GLORY Championship (1 vez)[10]
- Ohio Valley Wrestling
  - OVW Women's Championship (1 vez)[a][17]
- Pro Wrestling Illustrated
  - PWI a colocou como #2 das 50 melhores wrestlers femininas de 2008.[116]
  - PWI a colocou como #7 das 50 melhores wrestlers femininas de 2009.
  - PWI a colocou como #7 das 50 melhores wrestlers femininas de 2010.
  - PWI a colocou como #7 das 50 melhores wrestlers femininas de 2011.
  - PWI a colocou como #2 das 50 melhores wrestlers femininas de 2012.
- World Wrestling Entertainment
  - WWE Women's Championship (3 vezes)[36][67]
  - WWE Divas Championship (1 vez)[80]
  - Slammy Award por Diva do Ano(2008)[56]
  - WWE Hall of Fame (classe de 2017)[7]
- The Wrestling Clothesline
  - TWC a colocou como #3 das 50 melhores wrestlers femininas de 2004.[117]

a  Phoenix iria perder e recuperar o cinturão de Alicia Fox durante este reinado; não é reconhecido oficialmente.